# Victor Rogister
Pour les articles homonymes, voir Rogister.
Victor Rogister, né le 10 janvier 1874 à Verviers et mort le 23 juin 1955  à Liège, est un architecte belge de la période Art nouveau. 

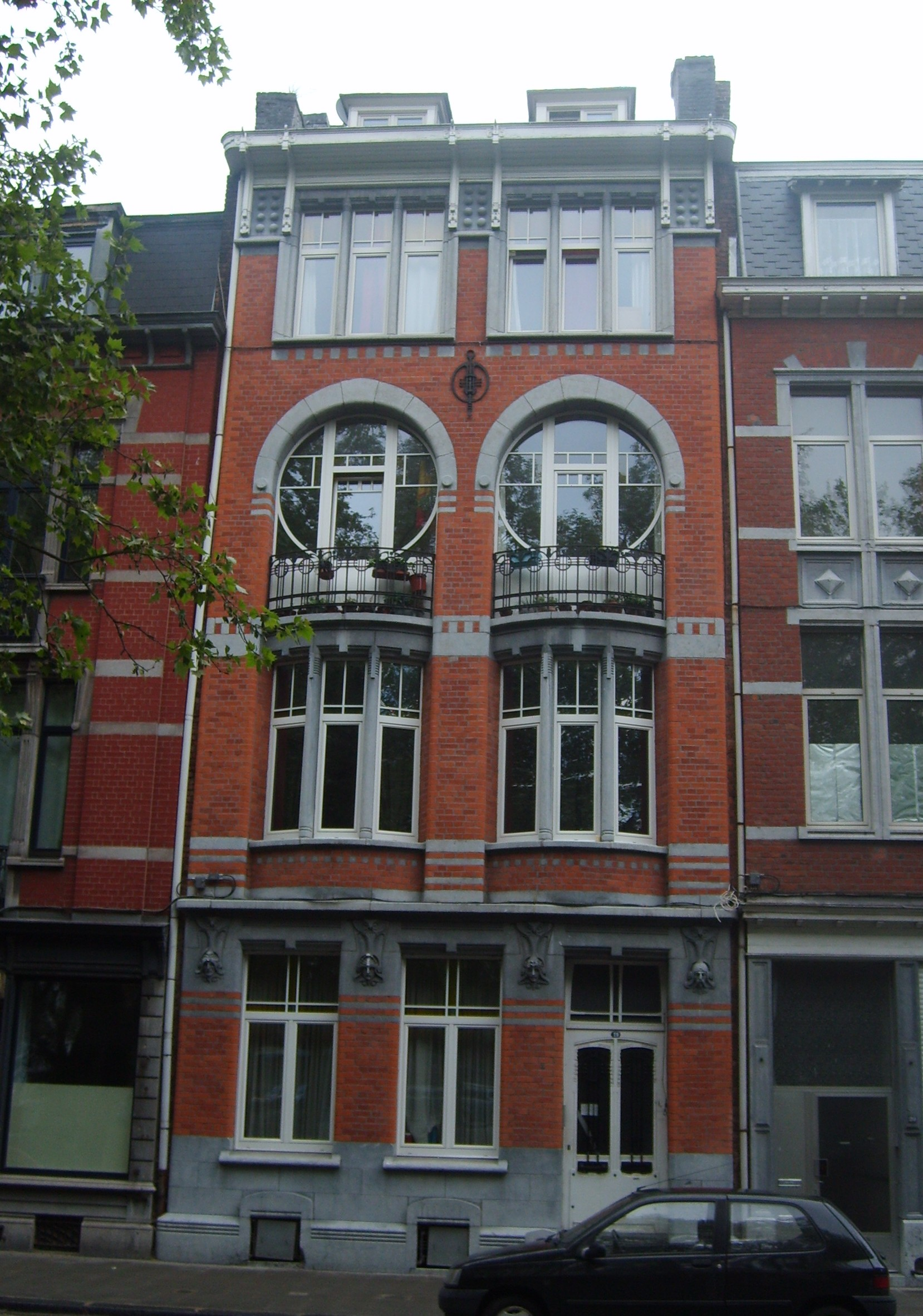
Maison Defeld

## Biographie
Formé à l'académie des beaux-arts de Liège, puis collaborateur des architectes Charles Étienne Soubre et Paul Jaspar, Victor Rogister a construit principalement à Liège.

## Style
L'œuvre de Victor Rogister s'inscrit dans la tendance « Art nouveau floral » initiée par Victor Horta à Bruxelles (par opposition à la tendance « Art nouveau géométrique » initiée par Paul Hankar : voir Art nouveau en Belgique et Art nouveau à Liège). Toutefois, deux de ses réalisations (la Maison Counet et la Maison Lapaille) ont été construites dans un style se rattachant davantage à la Sécession viennoise.
L'œuvre la plus connue de Rogister est la Maison Piot ou Maison des Francs-maçons située au no 17 de la rue de Sélys à Liège.

## Réalisations
- 1897

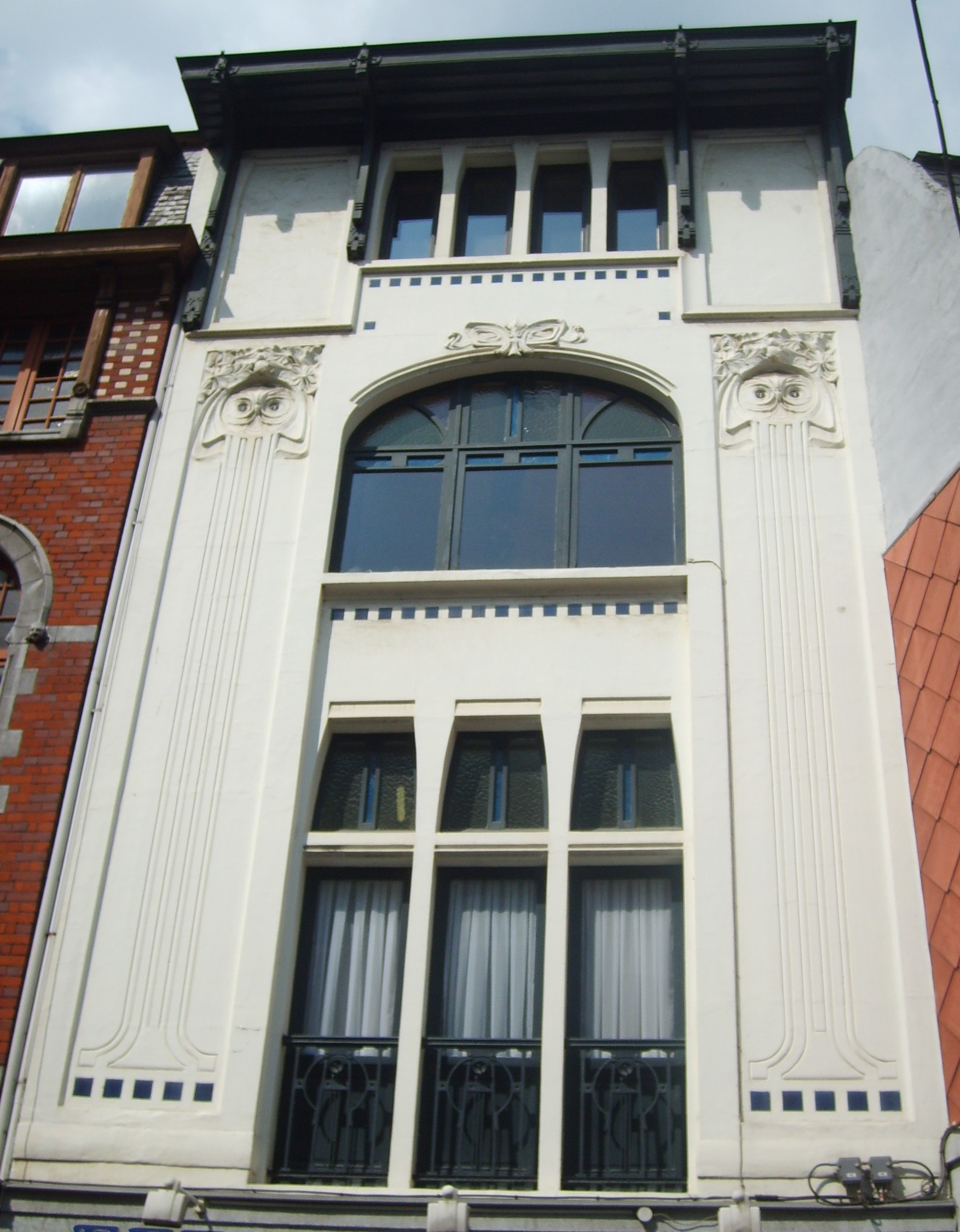
Maison Lapaille

  - maison, rue de l'Enclos, no 13, à Liège (sgraffites).
  - maison, rue de l'Enclos, no 15, à Liège.
- 1898 : Maison Les chauves-souris, rue Étienne Soubre no 6 à Liège[1].
- 1900 : 
  - maison et magasin, rue Saint-Séverin, no 28, à Liège.
  - maison, rue Édouard Wacken, n°3, à Liège.
- 1902 :
  - Maison Magis, rue Saint-Gilles, no 100, à Liège. (sgraffites, Hibou)
  - Maison Rogister (Rue Lairesse), rue Lairesse, no 37, à Liège. Bâtie pour lui-même[2]
- 1903 :
  - Maison du peintre Jules Alexandre, rue du Jardin botanique, no 39, à Liège (sgraffite, verre américain).
  - Maisons Joachims, rue Henri Maus, no 56/58, à Liège. (sgraffite Les 5 chats)
  - Maison Moonen et magasin, rue du Laveu, no 28, à Liège.
- 1904 : Maison Piot ou Maison des Francs-maçons, rue de Sélys, no 17, à Liège (Porte, poignée, verre américain, puits de lumière, sculptures d'Oscar Berchmans).
- 1905 : Maison Counet, place du Congrès, à Liège.
- 1906
  - maison, rue du Parlement, no 2, à Liège.
  - Maison aux Aztèques, rue du Parlement, nos 6-8, à Liège.
  - magasin et Maison Lapaille, rue Saint-Séverin no 26, à Liège.
  - Maison Germeau, Jonruelle, no 1, à Liège
- 1907 : 
  - Maison Defeld, rue Ernest de Bavière, no 19, à Liège.
  - Maison aux Chouettes, rue Destriveaux, nos 22-24, à Liège.
- 1908:
  - maison du fabricant d'armes Nicholas Pieper (Maison Pieper), quai Mativa, no 34.
  - Maison Rogister (Rue Ramoux), rue Ramoux, no 28[3]

- 1911 : Maison Velu, rue Henri Blès, no 5, à Liège.
- Maison, quai de Rome, no 56
- Maison, En Hayeneux no 53 à Herstal
- Maison, Jonruelle no 37 à Liège